# سیارک ۴۸۹۶۰
سیارک ۴۸۹۶۰ (به انگلیسی: 48960 Clouet، نامگذاری:1998QR26)۴۸۹۶۰مین سیارک کشف شده‌است که در ۲۵ اوت ۱۹۹۸ کشف شد.